# 孛朮魯德裕
孛朮魯德裕（12世纪—1217年），本名蒲剌都。女真族，姓孛朮鲁。金朝大臣，金宣宗时参知政事。隆州（治今吉林省农安县）猛安。
孛朮魯德裕初补枢密院、尚书省令史，右三部检法、监察御史，转任少府监丞。金章宗明昌末年，监修北边壕堑，立堡寨，有功，进官三阶，授为大理正。历任广宁府（今辽宁省北镇市）治中、顺州（今北京市顺义区）刺史、滨州（今山东省滨州市）刺史、沈州（今辽宁省沈阳市）刺史。官至北京路（今内蒙古宁城县）按察使、太子詹事、元帅左都监，转任左监军兼临潢府路（今内蒙古巴林左旗）兵马都总管。因为庇护部属营私有罪，贬为宁海州（今山东省烟台市牟平区）刺史，转任泗州（今安徽省泗县）防御使、武胜军节度使。金宣宗贞祐二年（1214年），改任知临洮府（今甘肃省临洮县）事，兼陕西路（治今陕西省西安市）副统军，召为御史中丞。由御史中丞授为参知政事兼签枢密院事，行省大名。贞祐三年（1215年），中都（今北京市）被蒙古军包围，奉诏与元帅左监军完颜永锡等率河北大名府（今河北省大名县）、河间府（今河北省河间市）、清州（今河北省青县）、沧州（今河北省沧州市）、霸州（今河北省霸州市）、观州、河南等处兵救援中都，并护送清州、沧州粮运。霸州兵败，粮尽亡失，孛朮魯德裕迟误军期，降为沂州（今山东省临沂市）防御使，知益都府（今山东省青州市）事。

## 延伸阅读
[在维基数据编辑]
 《金史·卷101》，出自脱脱《遼史》